# 鈴木傾城
鈴木 傾城（すずき けいせい、1966年 - ）は、日本の作家、ブロガー。

## 執筆
ブログサイト『ブラックアジア』『ダークネス』を執筆。両サイトとも現在も継続中。ブログ『ブラックアジア』から一部コンテンツが2013年11月20日にラピュータ出版から『ブラックアジア　売春地帯をさまよい歩いた日々　第一部 カンボジア・タイ編（ISBN 978-4905055136）』として刊行される。以後、多数のブラックアジア・シリーズが書籍化。
その後、日本の社会問題にも関心を示し、日本の貧困を追った『ボトム・オブ・ジャパン 日本のどん底』や、パチンコ依存症の問題を扱った『どん底に落ちた養分たち : パチンコ依存者はいかに破滅していくか?』を書籍化している。
まぐまぐのウェブメディア『マネーボイス（MONEY VOICE）』でも定期執筆。（マネーボイス：鈴木傾城）
投資については、まぐまぐから発行されている、鈴木傾城の「ダークネス」メルマガ編 で自身の投資手法や哲学を詳しく説明している。

## ブラックアジア・シリーズ
書籍化されたブラックアジア・シリーズの多くは東南アジアの歓楽街や売春地帯（Red-light district）の女性がテーマとなっている。書籍に登場する主なエリアは、タイではパッポン地区、スクンビット地区、パタヤ、カンボジアではスワイパー、シアヌークヴィルのチキンファーム、インドネシアではジャカルタ、リアウ諸島、インドではコルカタのソナガチ地区、ムンシガンジ、ムンバイのカマティプラ、バングラデシュではダウラディア、タンガイル、フィリピンではマニラのマビニ通り、キアポ、エドサ、パンパンガ州のアンヘレスなどがある。

## 著書
- ブラックアジア 売春地帯をさまよい歩いた日々 第一部 カンボジア・タイ編（ラピュータ）ISBN 978-4905055136
- ブラックアジアインド番外編 絶対貧困の光景 夢見ることを許されない女たち（ラピュータ）ISBN 978-4905055198
- ブラックアジア　第二部タイ〈パタヤ〉編　いいヤツは天国へ逝く、ワルはパタヤへ行く（ラピュータ）ISBN 978-4905055303
- 堕ちた女の棲む孤島 ブラックアジア インドネシア辺境編 （ラピュータ）ISBN 978-4905055259
- ボトム・オブ・ジャパン 日本のどん底（集広舎）ISBN 978-4904213933
- どん底に落ちた養分たち――パチンコ依存者はいかに破滅していくか?（集広舎）ISBN 978-4867350171
- ブラックアジア　タイ編: 売春地帯をさまよい歩いた日々 (セルスプリング出版)【kindle版】
- ブラックアジア　カンボジア編: 売春地帯をさまよい歩いた日々(セルスプリング出版)【kindle版】
- ブラックアジア　インドネシア編: 売春地帯をさまよい歩いた日々 (セルスプリング出版)  【kindle版】
- ブラックアジア　パタヤ編: 売春地帯をさまよい歩いた日々 (セルスプリング出版)  【kindle版】
- ブラックアジア　インド・バングラデシュ編: 売春地帯をさまよい歩いた日々 (セルスプリング出版) 【kindle版】
- ブラックアジア　フィリピン編: 売春地帯をさまよい歩いた日々 (セルスプリング出版) 【kindle版】
- ブラックアジア　外伝1: 売春地帯をさまよい歩いた日々 (セルスプリング出版) 【kindle版】
- ブラックアジア　外伝2: 売春地帯をさまよい歩いた日々(セルスプリング出版) 【kindle版】
- 亡国トラップ－多文化共生－: 隠れ移民政策が引き起こす地獄の未来 (セルスプリング出版) 【kindle版】
- 邪悪な世界のもがき方: 格差と搾取の世界を株式投資で生き残る (セルスプリング出版)  【kindle版】
- デリヘル嬢と会う: 彼女は、あなたのよく知っている人かも知れない【kindle版】
- 野良犬の女たち: ジャパン・ディープナイト (セルスプリング出版) 【kindle版】
- 暗部に生きる女たち: デリヘル嬢という真夜中のカレイドスコープ (セルスプリング出版) 【kindle版】

### 小説
- スワイパー1999(セルスプリング出版) 【kindle版】
- カリマンタン島のデズリー(セルスプリング出版) 【kindle版】
- コルカタ売春地帯(セルスプリング出版) 【kindle版】
- 町田・青線地帯／グッドナイト・アイリーン(セルスプリング出版) 【kindle版】
- ストレッチマーク　真夜中の女たちが隠していたこと(セルスプリング出版) 【kindle版】

### その他（鈴木傾城原作コミック）
- アジア売春街の少女たち ～スワイパー1999～ (ストーリーな女たち)  坂元輝弥 (著), 鈴木傾城(原作)ぶんか社
- アジア売春街の少女たち ～カリマンタン島のデズリー(ストーリーな女たち) 坂元輝弥 (著), 鈴木傾城(原作)ぶんか社

## 出演
- 日本よ、今...「闘論!倒論!討論!」（日本文化チャンネル桜） パネリストとして不定期出演。